# Diamanda Callas
Diamanda Callas est une drag queen française.

## Biographie

### Jeunesse
Sylvain se distingue dans sa jeunesse par son caractère efféminé[réf. nécessaire]. Il se définit lui-même lors de son passage dans la Queenterview comme un « petit garçon petite fille assez perdu dans son identité ». Il affirme que ses parents l’encouragent tout de même dans la pratique artistique, s’autorisant tout avec l’accord de ses parents, en étant à côté des normes. Il participe au casting de l’émission Graine de Star où il est retenu pour un casting, mais ne peut poursuivre faute de moyens. Harcelé au collège, il suit des cours de théâtre et de chant avant d’intégrer le lycée d'artistes[réf. nécessaire].

### Carrière
Sylvain débute des études d’ingénieur du son, avant de se réorienter en lettres modernes puis en communication. Un stage de fin d'étude lui permet de travailler au Musée des arts décoratifs de Paris et d'entrer dans le milieu de la mode[réf. nécessaire]. Il s'installe ensuite plusieurs années à Berlin, où il travaille sur la direction artistique d’un magazine de mode. Il retourne ensuite à Paris pour y monter son propre projet[réf. nécessaire].
Il y lance son magazine Spleen Factory qui traite à la fois de sujets tels que la mode, la poésie ou le lifestyle, sur fond de mélancolie et d’esthétique gothique[réf. nécessaire]. Parallèlement, il se forme au théâtre, à la vidéo, le tout avec une esthétique très léchée. Il travaille également dans l’événementiel pour une école américaine. Il fonde également sa propre soirée techno et queer qui s’appelle Die Angst (en allemand « l’angoisse »)[réf. nécessaire].
Il découvre le drag lors de la saison 6 de l'émission RuPaul’s Drag Race (2014). Il photographie les queens américaines lors de leur tournée en France[réf. nécessaire] pour le deuxième numéro de son magazine, dont le thème est dédié à l’hystérie.

### Naissance de Diamanda Callas
Lors de son trentième anniversaire, Sylvain décide de privatiser une péniche parisienne pour monter un spectacle avec des amis. C’est alors la naissance officielle de Diamanda Callas. Le nom de scène de son personnage s'inspire de celui de Diamanda Galàs, chanteuse américaine de rock et militante lors des années SIDA, et de celui de la cantatrice Maria Callas.
Lors de sa première performance en drag queen, Diamanda Callas chante une reprise de Nature Boy de David Bowie, avec Emmanuel Grand Soir au piano, maquillée par son amie Veida Shimmy. Ce show organisé est reconduit à la soirée de son ami pianiste Emmanuel Grand Soir, La Kindergarten Party (soit fête du jardin d’enfants, dans un mélange d’allemand et anglais). Ce spectacle de l’artiste Emmanuel Grand Soir devient un cabaret où Diamanda Callas devient résidente. La crise du covid survient alors. Diamanda Callas passe à deux reprises une audition chez Madame Arthur dans le but de faire du drag son activité professionnel à temps plein, avant d'intégrer le cabaret[réf. nécessaire].
Ce changement s'accompagne d'un rythme de travail plus exigeant, et d'un univers différent de celui de son personnage à l’esthétique gothique et désaturée, teintée de mélancolie, qui soit s'adapter avec l’esthétique du cabaret colorée et pailletée. Pour faire le pont entre ces deux mondes, Diamanda devient alors une prêtresse gothique, à la fois poétique et clownesque, aux performances subversives. Ses années musicales de prédilections oscillent toujours entre les années 90’s et les années 2000.[réf. nécessaire]
À côté de sa résidence au cabaret Madame Arthur, Diamanda Callas fonde son propre cabaret gothique, le goth2be, avec son acolyte Tuna Mess, dont la première édition a eu lieu en mars 2024. Diamanda anime aussi sur YouTube avec son acolyte et amie de lycée Minima Gesté une émission, Drag.FM. Cette émission bimensuelle (la plupart du temps) traite des sujets de pop culture tels que Mylène Farmer ou les tatouages, mais commente également les épisodes de la série télévisée Drag Race France depuis le début de la deuxième saison [réf. nécessaire].
Diamanda Callas a également à son actif trois chansons solo à écouter en ligne : Soleil vert, Melancholia, I LOV YOU.

## Engagements
Les messages politiques que relaye Diamanda Callas dans ses performances scéniques sont avant tout la recherche et l’acceptation de soi.

## Inspirations
Parmi les références qui inspirent l'esthétique de Diamanda Callas, on trouve des inspirations variées allant de Sarah Bernhardt à Frida Kahlo. Le personnage de Diamanda Callas est principalement inspiré de Diamanda Galás, et accompagné d'une esthétique « romantique et mystique » selon Sud-Ouest.